# Bactridium convexulum
Bactridium convexulum es una especie de coleóptero de la familia Monotomidae.

## Distribución geográfica
Habita en Míchigan (Estados Unidos).